# Cuterebra fontinella
Cuterebra fontinella is een vliegensoort uit de familie van de horzels (Oestridae). De wetenschappelijke naam van de soort is voor het eerst geldig gepubliceerd in 1827 door Clark.